# نینا آرمانیو
نینا مریون آرمانیو (انگلیسی: Nina Armagno؛ زادهٔ ۲۰ مارس ۱۹۶۶) سپهبد بازنشسته نیروی فضایی ایالات متحده آمریکا است که از سال ۲۰۲۰ تا ۲۰۲۳ به عنوان اولین مدیر ستاد نیروی فضایی خدمت می‌کرد. او اولین افسر ژنرال زن نیروی فضایی و تنها افسری است که فرماندهی بال سی‌ام و بال چهل و پنجم فضایی را بر عهده داشته‌است. قبل از انتقال به نیروی فضایی، وی یک سرلشکر در نیروی هوایی ایالات متحده بود و به مدت ۳۲ سال در آن نیرو خدمت می‌کرد.
پس از بازنشستگی از خدمت، آرمانیو به عضویت هیئت‌مدیره راکت لب درآمد.
وی همچنین برندهٔ جوایزی همچون مدال خدمات برتر دفاعی و لژیون افتخار شده‌است.

## زندگی و تحصیل

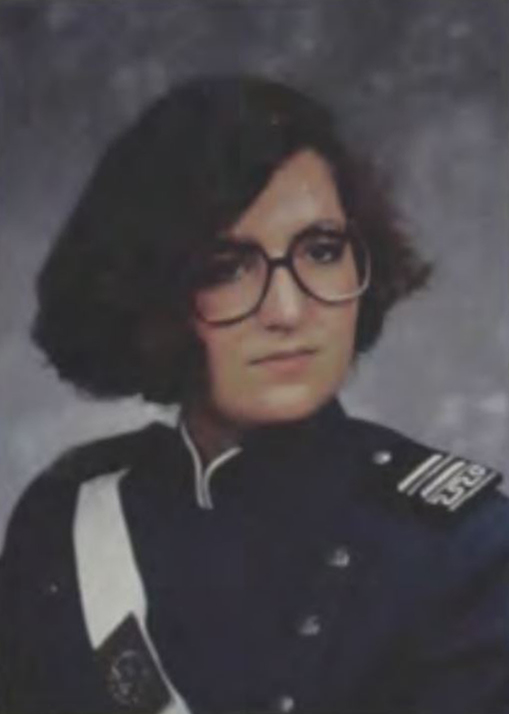
آرمانیو هنگام تحصیل در آکادمی نیروی هوایی

آرمانیو در سال ۱۹۶۶ در شهر داندی در ایالات ایلینوی به دنیا آمد. او در سال ۱۹۸۴ از دبیرستان داندی-کراون با نمرات عالی فارغ‌التحصیل شد. او که علاقه داشت فضانورد شود، کارشناسی علوم خود را در سال ۱۹۸۸ از آکادمی نیروی هوایی ایالات متحده آمریکا در کلرادو اسپرینگز، کلرادو دریافت کرد. آرمانیو در سال ۱۹۹۲ از مدرسه افسری اسکادران در پایگاه نیروی هوایی ماکسول در آلاباما فارغ‌التحصیل شده و در سال ۱۹۹۹، کارشناسی ارشد خود را در رشته مدیریت آموزش از دانشگاه چپمن در کالیفرنیا گرفت.

## خدمت نظامی

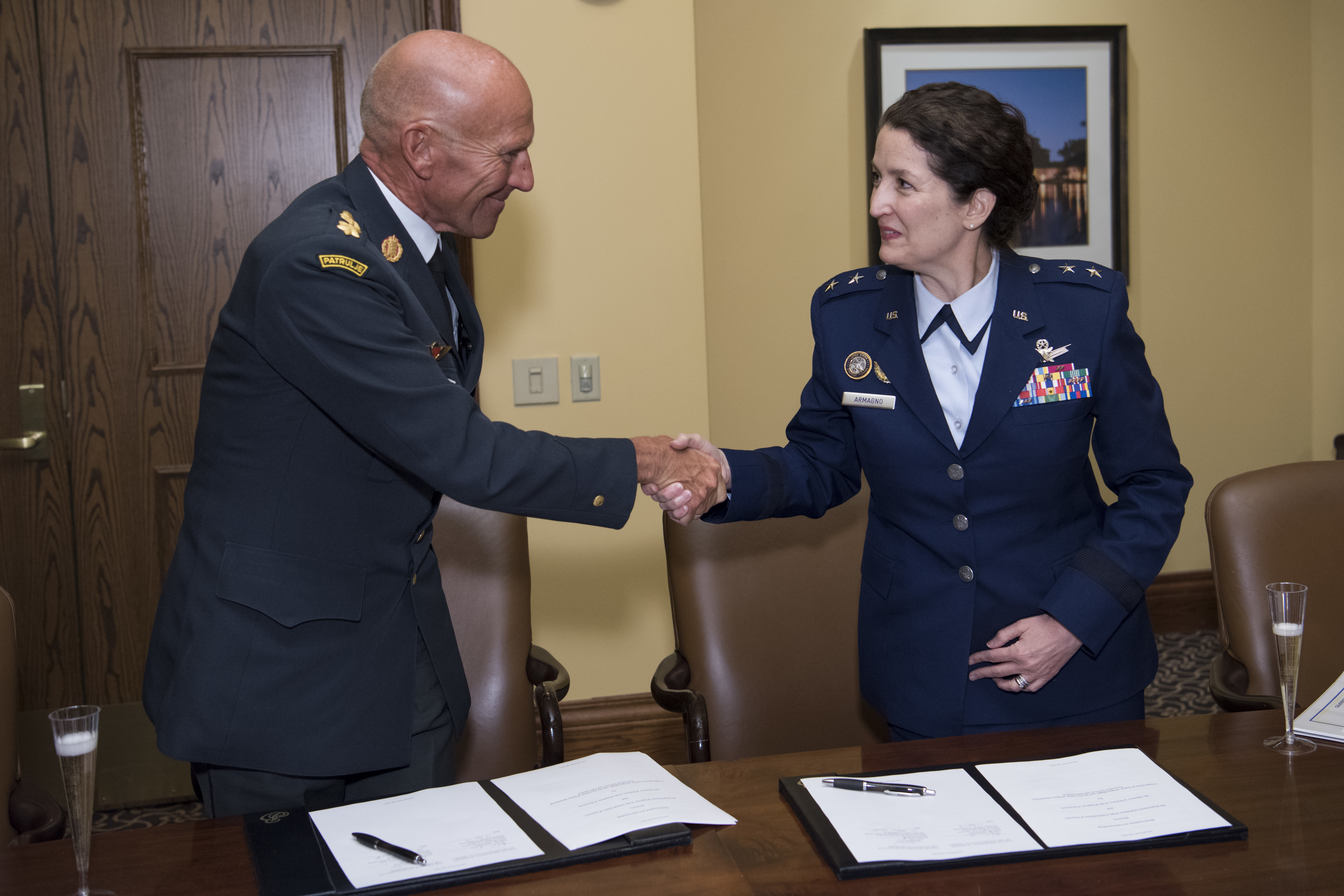
سپهبد آرمانیو در حال دست دادن با سپهبد اگنر روکوس از دانمارک، پیش از امضای یک تفاهم‌نامه در سی‌و‌چهارمین سمپوزیوم سالانه فضایی در ۱۷ آوریل ۲۰۱۸.

آرمانیو پس از فارغ‌التحصیلی از آکادمی نیروی هوایی ایالات متحده در کلرادو در ژوئن ۱۹۸۸ وارد نیروی هوایی شد. تجربه او در عملیات‌های سیستم‌های فضایی شامل اپراتور آماده مأموریت رزمی، مربی، ارزیاب و فرمانده پرواز در هشدار استراتژیک موشکی، نظارت فضایی، کنترل فضایی و پرتاب فضایی بود. او افسر عملیات در اسکادران ۱ پرتاب فضایی در پایگاه نیروی هوایی کیپ کاناورال، فلوریدا بود.
آرمانیو به عنوان دومین فرمانده بال سی‌ام فضایی در پایگاه نیروی هوایی وندنبرگ، کالیفرنیا، مسئول عملیات انتقال فضایی و عملیات‌های محدوده فضای پایگاه، و پشتیبانی از آزمایش سیستم‌های موشکی عملیاتی و آزمایشی وزارت دفاع در ساحل غربی ایالات متحده بود. او به عنوان فرمانده پایگاه اسکادران ششم هشدار فضایی در پایگاه نیروی هوایی کیپ کاد ماساچوست، فرمانده و معاون فرمانده گروه بیست‌ویکم عملیات‌ها در پایگاه نیروی هوایی پیترسون کلرادو، دستیار ارشد نظامی و رئیس ستاد مدیر ارزیابی و آزمایش‌های عملیاتی دفتر وزیر دفاع خدمت کرده‌است. علاوه بر این، او وظایف ستادی در ستاد نیروی هوایی ایالات متحده، ستاد فرماندهی فضایی نیروی هوایی، ستاد فرماندهی نیروی چهاردهم هوایی و گروه ۳۸۱ آموزشی را برعهده داشته‌است و به عنوان عضو قانونگذار نیروی هوایی در دفتر الن تاوشر، نماینده کنگره، خدمت کرده‌است.
در ۱۲ ژوئن ۲۰۱۳، آرمانیو به درجه سرتیپی ارتقا یافت و فرماندهی بال چهل‌وپنجم فضایی و مدیریت محدوده شرقی در پایگاه نیروی هوایی پاتریک، فلوریدا را بر عهده گرفت. او همچنین اولین افسری شد که هر دو بال سی‌ام و چهل‌وپنجم را فرماندهی می‌کرد. در آنجا، او مسئول پردازش و پرتاب ماهواره‌های دولتی و تجاری ایالات متحده از پایگاه نیروی هوایی کیپ کاناورال، فلوریدا بود. او همچنین مرجع تأیید نهایی برای همه پرتاب‌ها در محدوده شرقی بود، منطقه ای به وسعت ۱۵ میلیون مایل مربع که به‌طور متوسط از ۱۵ پرتاب در سال توسط دلتا، اطلس، فالکون، نیروی دریایی، و پرتابگرهای نوظهور پشتیبانی می‌کند. علاوه بر این، او زیرساخت‌های پرتاب بال و محدوده را برای پشتیبانی از ناسا، مأموریت‌های تجاری و آزمایش موشکی مدیریت می‌کرد.
آرمانیو در ۴ اوت ۲۰۱۵ فرماندهی بال چهل‌وپنجم فضایی را به وین مونتیث واگذار کرد و به عنوان مدیر نقشه‌های استراتژیک، برنامه‌ها، الزامات و تجزیه و تحلیل فرماندهی فضایی نیروی هوایی منصوب شد، جایی که او مسئول توسعه استراتژی، دکترین، و خط مشی عملیات فضایی و سایبری، تعریف آینده سیستم‌های فضایی و فضای سایبری از طریق تعریف نیازمندی‌ها، معماری‌های منطقه مأموریت، تحلیل، توسعه علم و فناوری در حمایت از برنامه جنگنده مشترک، وزارت دفاع، و کاربران غیرنظامی و ملی بود.
در ژوئن ۲۰۱۷، آرمانیو به عنوان مدیر نقشه‌ها و سیاست در ستاد فرماندهی راهبردی ایالات متحده آمریکا منصوب شد. او یک سال در آنجا ماند و سپس به پنتاگون منصوب شد تا به عنوان مدیر برنامه‌های فضایی در دفتر دستیار وزیر برای امور جذب و تملک خدمت کند.
هنگامی که نیروی فضایی در سال ۲۰۱۹ تأسیس شد، آرمانیو توسط ژنرال دیوید تامپسون برای کمک به راه اندازی نیروی جدید انتخاب شد و در حالی که هنوز به‌طور رسمی مدیر برنامه‌های فضایی بود، مدیریت امور اداری و عملیاتی نیروی فضایی را برعهده گرفت. او در ۲۸ ژوئیه ۲۰۲۰ برای انتقال به نیروی فضایی ایالات متحده و ترفیع به درجه سپهبدی نامزد شد. آرمانیو همچنین به عنوان اولین مدیر ستاد آن نیرو منصوب شد. او در ۱۷ اوت ۲۰۲۰ به نیروی فضایی منتقل شده، ترفیع درجه گرفت و اولین افسر زن در نیروی فضایی شد.
پس از بازنشستگی از خدمت، آرمانیو به عضویت هیئت‌مدیره راکت لب درآمد.

## زندگی شخصی
همسر آرمانیو، ادی پپزون، یک افسر بازنشسته نیروی هوایی است که هنگامی که هر دو سروان نیروی هوایی بودند، با او آشنا شد.

## جوایز و افتخارات
|  | نشان عملیات‌های فرماندهی فضایی |
|  | نشان دفتر وزیر دفاع           |
|  | نشان ستاد اداری نیروی فضایی   |

| | مدال خدمات ممتاز دفاعی                                                     |
| | مدال خدمات ممتاز نیروی هوایی                                               |
| Bronze oak leaf cluster | مدال خدمات برتر دفاعی با یک خوشه برگ بلوط برنزی                            |
| Bronze oak leaf cluster · Bronze oak leaf cluster · Width-44 crimson ribbon with a pair of width-2 white stripes on the edges                                      | لژیون افتخار با دو خوشه برگ بلوط برنزی                                     |
| Bronze oak leaf cluster · Bronze oak leaf cluster · Bronze oak leaf cluster · Width-44 crimson ribbon with two width-8 white stripes at distance 4 from the edges. | مدال خدمات شایسته با سه خوشه برگ بلوط برنزی                                |
| Bronze oak leaf cluster · Bronze oak leaf cluster | مدال تقدیر نیروی هوایی با دو خوشه برگ بلوط برنزی                           |
| Width-44 myrtle green ribbon with width-3 white stripes at the edges and five width-1 stripes down the center; the central white stripes are width-2 apart         | مدال تقدیر نیروی زمینی                                                     |
| | مدال دستاورد نیروی هوایی                                                   |
| | مدال یگان شایسته نیوری هوایی                                               |
| Bronze oak leaf cluster · Bronze oak leaf cluster · Bronze oak leaf cluster · Bronze oak leaf cluster                                                              | مدال یگان برتر نیروی هوایی با چهار خوشه برگ بلوط برنزی                     |
| | مدال امادگی رزمی                                                           |
| Bronze star · Width=44 scarlet ribbon with a central width-4 golden yellow stripe, flanked by pairs of width-1 scarlet, white, Old Glory blue, and white stripes   | مدال خدمات دفاع ملی با یک ستاره خدمت برنزی                                 |
| | مدال خدمت جنگ جهانی علیه تروریسم                                           |
| Silver oak leaf cluster · Bronze oak leaf cluster · Bronze oak leaf cluster                                                                                        | جایزه خدمات طول عمر نیروی هوایی با یک خوشه نقره‌ای و دو خوشه برنزی برگ بلوط |
| | روبان تیراندازی متخصص اسلحه‌های کوچک                                        |
| | روبان آموزش نیروی هوایی                                                    |

- جایزه زنان تأثیرگذار (۲۰۱۰)

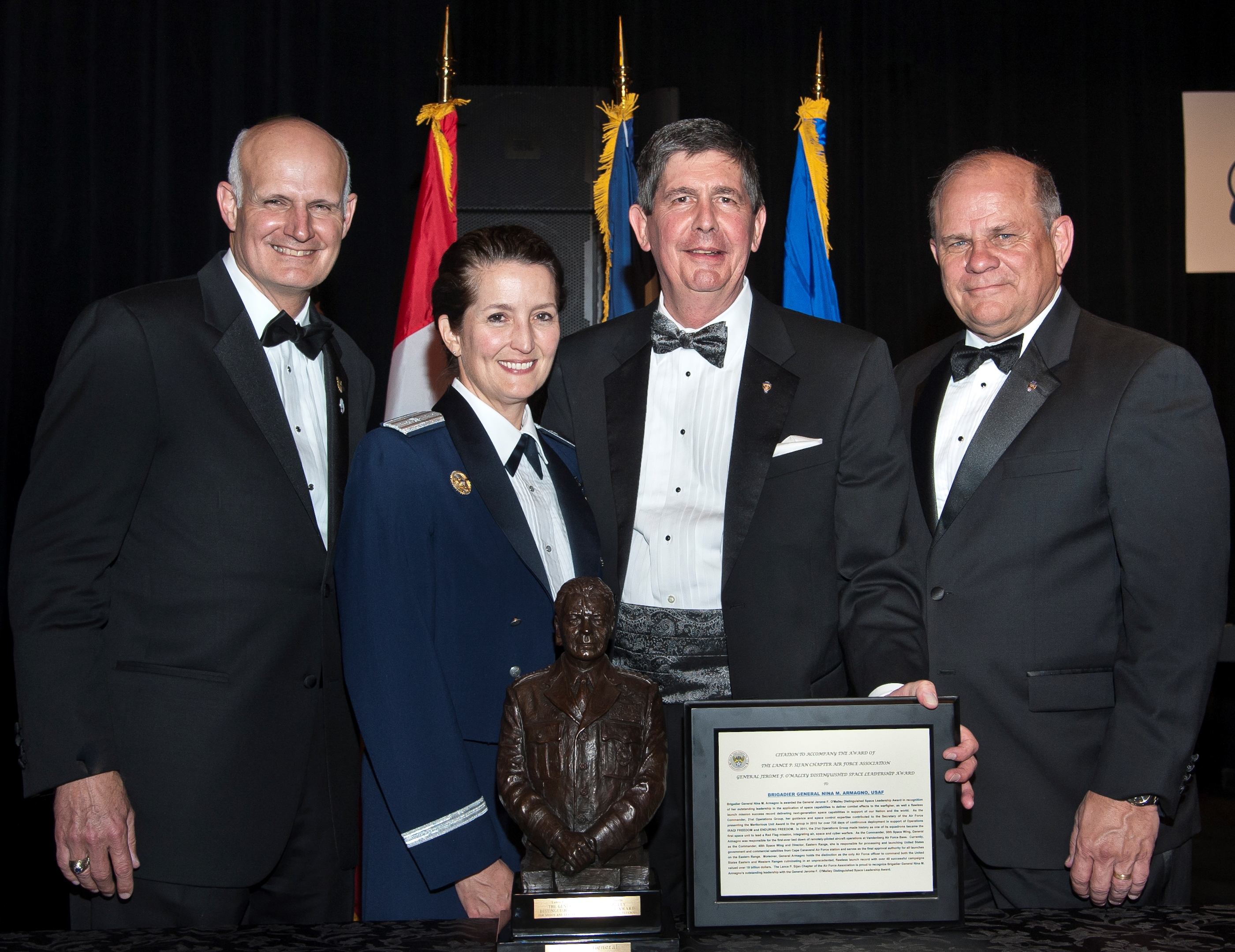
آرمانیو در حال دریافت جایزه فرماندهی شایسته فضایی ژنرال جروم اومالی

- جایزه فرماندهی شایسته فضایی ژنرال جروم اومالی (۲۰۱۴)
- عضو، شورای روابط خارجی (۲۰۲۱)
- جایزه میهن‌پرستی دختران انقلاب آمریکا (۲۰۲۳)

## تاریخ ترفیع‌ها

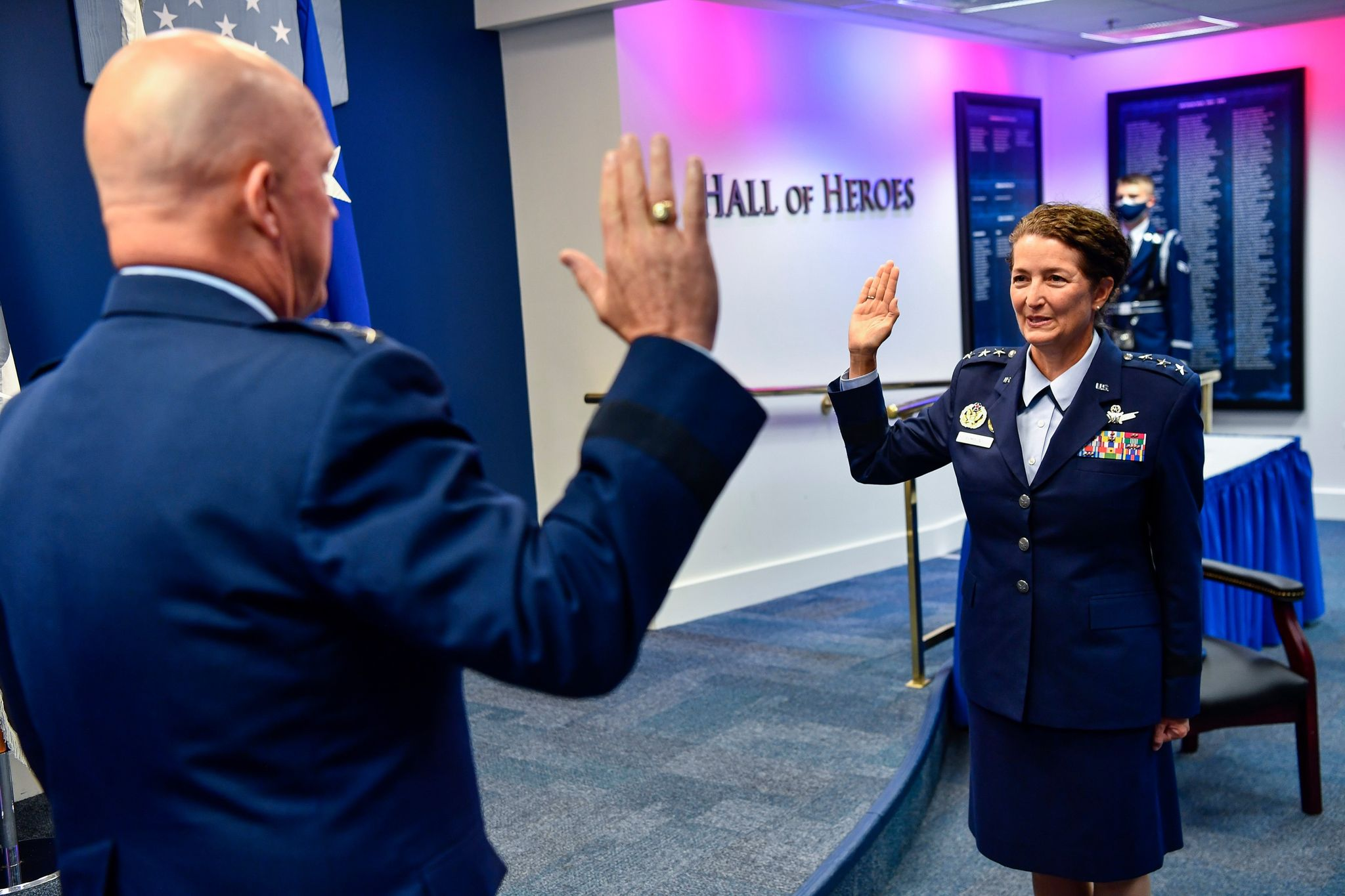
نینا آرمانیو در حال سوگند یادکردن به عنوان سپهبد نیروی فضایی آمریکا ۱۷ اوت ۲۰۲۰

| درجه      | نیرو        | تاریخ          |
| --------- | ----------- | -------------- |
| ستوان دوم | نیروی هوایی | ۱ ژوئن ۱۹۸۸    |
| ستوان یکم | نیروی هوایی | ۱ ژوئن ۱۹۹۰    |
| سروان     | نیروی هوایی | ۱ ژوئن ۱۹۹۲    |
| سرگرد     | نیروی هوایی | ۱ اکتبر ۱۹۹۹   |
| سرهنگ دوم | نیروی هوایی | ۱ مارس ۲۰۰۳    |
| سرهنگ     | نیروی هوایی | ۱ سپتامبر ۲۰۰۷ |
| سرتیپ     | نیروی هوایی | ۱۲ ژوئن ۲۰۱۳   |
| سرلشکر    | نیروی هوایی | ۱۵ ژوئن ۲۰۱۶   |
| سپهبد     | نیروی فضایی | ۷ اوت ۲۰۲۰     |